# Leo Ryan
Leo Joseph Ryan Jr. (Lincoln, 5 maggio 1925 – Port Kaituma, 18 novembre 1978) è stato un politico e docente statunitense.
È stato il primo membro della Camera dei rappresentanti degli Stati Uniti ad essere ucciso durante il mandato. Il deputato Ryan fu ucciso durante una sparatoria il 18 novembre 1978 a Port Kaituma, in Guyana, da alcuni membri della setta Tempio del popolo, mentre era di ritorno da una missione ufficiale presso l'insediamento della setta a Jonestown.

## Biografia

### Origini e formazione
Nacque a Lincoln (Nebraska) e durante i suoi primi anni la sua famiglia si trasferì frequentemente, attraverso Illinois, Florida, New York, Wisconsin e Massachusetts. Si diplomò presso la Campion Jesuit High School di Prairie du Chien, nel Wisconsin, nel 1943. Durante la seconda guerra mondiale partecipò al V-12 Navy College Training Program  al Bates College e prestò servizio con la Marina degli Stati Uniti dal 1943 al 1946 come sommergibilista.
Conseguì poi un Bachelor of Arts presso la Creighton University nel 1949, lavorando successivamente come insegnante, dirigente scolastico e consigliere comunale di South San Francisco dal 1956 al 1962. Si candidò per il 25º distretto dell'Assemblea generale della California nel 1958, ma perse contro il repubblicano Louis Francis. Insegnò inglese alla Capuchino High School e accompagnò la banda musicale nel 1961 a Washington per partecipare alla cerimonia d'insediamento del presidente degli Stati Uniti d'America John F. Kennedy.

### La carriera politica
Nel 1962 Ryan fu eletto sindaco di South San Francisco, venendo successivamente eletto Assemblea della California, vincendo nel 27º distretto con 20 000 voti. Fu delegato alla Convenzione nazionale democratica nel 1964 e nel 1968. Dopo i fatti di Watts del 1965, Ryan assunse un incarico come insegnante di scuola sostitutiva per indagare e documentare le condizioni nella cittadina.
Come membro dell'assemblea generale della California, Ryan presiedette anche le audizioni della sottocommissione legislativa e quelle che coinvolsero Tom Lantos, che gli sarebbe poi succeduto come deputato al Congresso. Nel 1970, usando uno pseudonimo, Ryan stesso fu arrestato, detenuto e perquisito durante la sua attività di indagine sulle condizioni nelle carceri della California, rimanendo detenuto nel carcere di Folsom per dieci giorni. Come deputato al parlamento californiano, Ryan portò avanti importanti politiche educative e redasse la legge divenuta nota come Ryan Act, che istituì una commissione indipendente per la vigilanza sugli istituti di pena in California. Fu deputato dello Stato fino al 1972, quando fu eletto alla Camera dei rappresentanti degli Stati Uniti, venendo rieletto per tre volte.

### Il viaggio a Jonestown e la morte
Nel 1978 iniziarono a filtrare dalla Guyana alcune notizie di diffusi abusi e violazioni dei diritti umani a Jonestown, sede del Tempio del Popolo, una setta guidata da Jim Jones. Ryan era amico del padre di Bob Houston, ex membro dell'organizzazione, il cui corpo mutilato era stato trovato vicino ad alcuni binari ferroviari il 5 ottobre 1976, tre giorni dopo una conversazione telefonica registrata con l'ex moglie di Houston in cui discutevano della sua partenza dalla comunità.
Dopo aver letto un articolo giornalistico al riguardo sul San Francisco Examiner, il 1º novembre Ryan annunciò il suo viaggio in Guyana per indagare sull'accaduto; il 14 partì da Washington e arrivò a Georgetown, la capitale della Guyana, a 240 km da Jonestown, assieme ad alcuni giornalisti ed una delegazione congressuale di funzionari governativi, per indagare sui fatti. La mattina del 18 incontrò alcune persone, tra cui Larry Layton che aveva manifestato la sua intenzione di lasciare la comunità. Al momento della partenza per gli Stati Uniti alcuni membri della setta Tempio del popolo spararono sull'aereo sul quale Ryan era imbarcato, uccidendolo assieme a tre giornalisti e un membro della setta stessa.